# حادثه هیرایاماجوچین

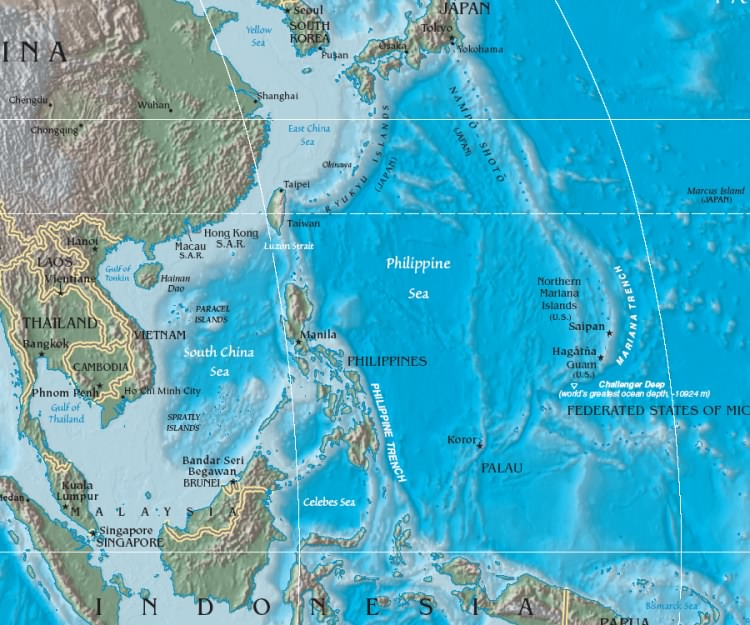
نقشه کشورهای فیلیپین، تایوان و ژاپن

حادثه هیرایاماجوچین (به ژاپنی: 平山常陳事件) زمان وقوع سال ۱۶۲۰ در اوایل دوره ادو، به حادثه اسارت و مصادره کالاهای یک کشتی دارای مجوز تجاری به مالکیت هیرایاماجوچین در نزدیکی سواحل تایوان توسط ناوگان انگلستان و هلند گفته می‌شود. دو تن از مبلغان مسیحی در این کشتی سوار بودند و کشتی از مانیل به مقصد ژاپن در حرکت بود. این حادثه پیش درآمد کشتار مسیحیان در ناگاساکی دانسته می‌شود.

## شروع
فیلیپین از سال ۱۵۶۵ مستعمره کشور اسپانیا شده بود. نام این کشور نیز از نام پادشاه اسپانیا فیلیپ دوم گرفته شده‌است. شبه‌جزیرهٔ ماکائو (جزوی از کشور چین کنونی) نیز از سال ۱۵۵۷ میلادی به صورت مستعمره پرتغال در آمده بود. در آن زمان برای کشتی‌های تجاری از طرف شوگون‌سالاری توکوگاوا مجوز صادر می‌شد و امنیت رفت‌وآمد این کشتی‌ها از طرف شوگون‌سالاری تضمین می‌شد. از قبل دو کشور پرتغال و اسپانیا در حال رقابت برای برتری در منطقه بودند که انگلستان و هلند نیز به این منطقه وارد شدند و رقابت بین این چند کشور برای غلبه بر یکدیگر شدیدتر شد.
کشتی تجاری دارای مجوز هیرایاماجوچین، از مانیل عازم ژاپن بود که توسط ناوگان بریتانیایی-هلندی کشف و ضبط شد. در کشتی علاوه ملوانان ژاپنی افراد پرتغالی و اسپانیایی نیز بودند. ناوگان انگلیس و هلند همراه با این کشتی وارد بندر هیرادو در ژاپن شد. سپس کالاهای تجاری این کشتی شامل ابریشم و شکر توسط تجارتخانه انگلستان در این بندر مصادره شد. از آنجائیکه مصادره اموال کشتی ای که دارای مجوز بود و امنیت آن توسط شوگون سالاری تضمین شده بود به هیچ وجه قابل بخشش نبود. نمایندگان تجارتخانه هلند و انگلستان فرا خوانده شدند و مورد بازخواست قرار گرفتند. آن‌ها عنوان کردند که از آنجائیکه این کشتی دو مبلغ مسیحی را سوار کرده‌است و ورود مبلغان مسیحی از طرف شوگون سالاری ممنوع اعلام شده، این کشتی‌ها از وقوع جرم توسط این کشتی جلوگیری کرده‌اند و حق آن‌ها بوده که کالاهای این کشتی را مصادره کنند. از طرف دیگر صاحب کشتی که این عمل را یک دزدی دریایی می‌دانست به نزد ناگاساکی بوگیو رفته از آنان شکایت کرد. پس از این شکایت تحقیق از طرف دولت در مورد این حادثه آغاز شد.

## بررسی
یکی از این مبلغین که به نام تاجر به کشتی سوار شده بود وابسته به محفل سنت آگوستین و دیگری وابسته به فرقه دومینیکن بود. پرس و جو از این دو مبلغ توسط دایمیو ی قلمروی هیرادو، ماتسورا تاکانوبو و ناگاساکی دایکان در حضور هاسه‌گاوا گونروکو (مقام ناگاساکی بوگیو) انجام شد. مبلغان از قبل با هاسه‌گاوا گونروکو آشنایی داشتند و هاسه‌گاوا تأیید کرد که این دو از سال‌ها قبل به تجارت با ژاپن مشغول بوده‌اند. اما رئیس انگلیسی شعبه کمپانی هند شرقی بریتانیا، ریچارد کوکز و همچنین رئیس شعبه کمپانی هند شرقی هلند، ژاک اسپکس چندین شاهد فراهم کردند که شهادت دادند این مبلغین در مورد تبلیغ مسیحیت فعال بوده‌اند و نظر هاسه‌گاوا را رد کردند. پس از آن پرتغال و اسپانیا علیه انگلستان و هلند وارد جریان بررسی این حادثه شدند و با مطرح کردن نظرات مخالف و متناقض، نزاع مابین این کشورها را در ژاپن عیان کرده و به نمایش گذاشتند. بررسی این حادثه ۲ سال به طول انجامید.

## نتیجه
در ۱۹ ژوئیه ۱۶۲۲ هیرایاماجوچین و دو مبلغ مسیحی به همراه ۱۲ ملوان دیگر این کشتی اعدام شدند. این حادثه به سوء ظن شوگون‌سالاری توکوگاوا به مسیحیان بیش از پیش دامن زد. ماه بعد در کشتار مسیحیان در ناگاساکی، ۵۵ نفر از مبلغین و مسیحیان اعدام شدند. از سال ۱۶۲۳ سکونت اتباع پرتغالی در ژاپن همچنین سفر کشتی‌ها ژاپنی به مانیل نیز ممنوع شد.